# Ocyptamus flavens
Ocyptamus flavens är en tvåvingeart som först beskrevs av Austen 1893.  Ocyptamus flavens ingår i släktet Ocyptamus och familjen blomflugor. Inga underarter finns listade i Catalogue of Life.